# جولای نقاب‌دار کاتانگا
جولای نقاب‌دار کاتانگا (نام علمی: Ploceus katangae) نام یک گونه از سرده جولاها است.